# Nuklearia
Nuklearia e. V. ist ein 2013 gegründeter, gemeinnütziger eingetragener Verein, der für die zivile Nutzung der Kernenergie wirbt. Sein Sitz ist in Dortmund.

## Geschichte und Aktivitäten

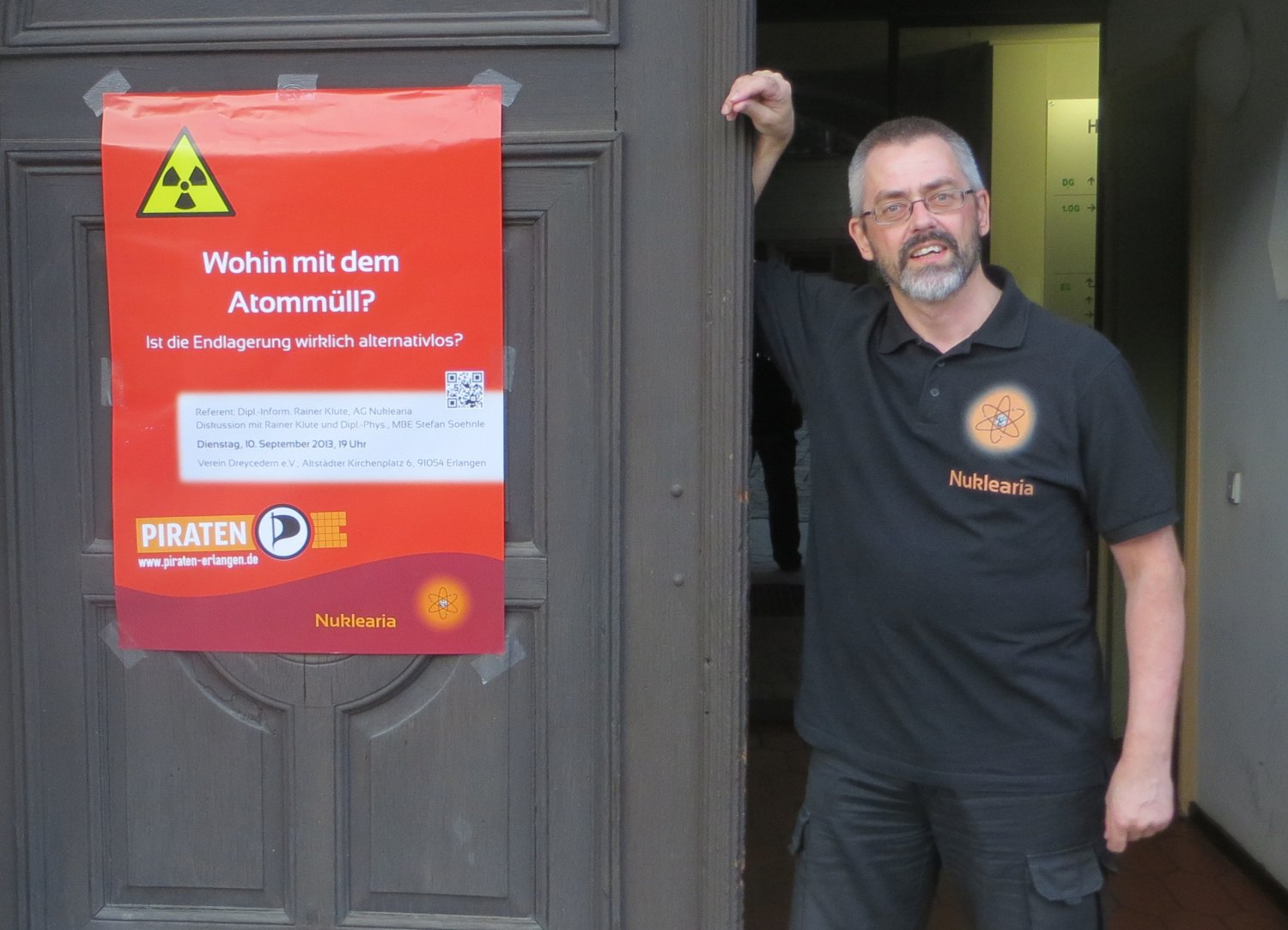
Vorsitzender Rainer Klute (2013)

Vorläufer des Vereins war die Arbeitsgemeinschaft Nuklearia der Piratenpartei Deutschland.
Der Flyer der Arbeitsgemeinschaft Nuklearia mit dem Titel Wohin mit dem Atommüll? zog eine Abmahnung der Bundespressestelle der Piratenpartei nach sich. Der Bundespressesprecher war der Ansicht, dass der Flyer bewusst den Eindruck erwecke, eine offizielle Position der Partei wiederzugeben, obwohl dieser direkt der Beschlusslage widersprach. Die unter Strafandrohung geforderte Unterlassungserklärung wurde später von der Piratenpartei wieder zurückgezogen.

Im Oktober 2013 beschlossen elf Gründungsmitglieder in Dortmund die Gründung eines parteiunabhängigen Vereins. Die Arbeitsgruppe innerhalb der Piratenpartei blieb weiter bestehen, angestrebt wurden Nuklearia-Gruppen in anderen Parteien.

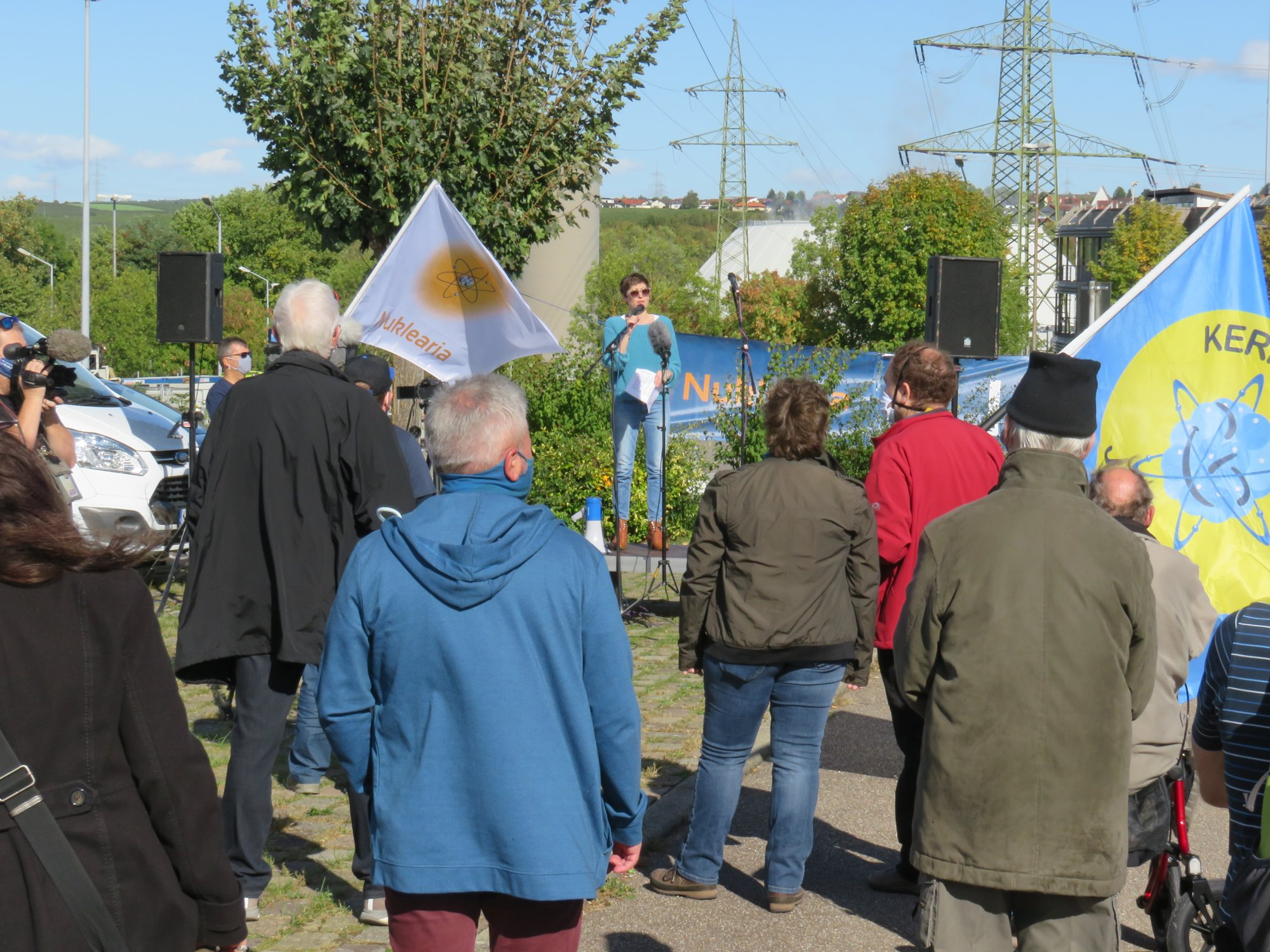
Demonstration am Kernkraftwerk Neckarwestheim

 Im Herbst 2018 wurde zusammen mit der europäischen Initiative Nuclear Pride Coalition die Veranstaltung Nuclear Pride Fest auf dem Münchner Marienplatz veranstaltet, bei der hunderte Menschen teilnahmen.
Ende 2019 rief der Verein zu einer Demonstration anlässlich der Stilllegung des Kernkraftwerks Philippsburg 2 auf. Die Demonstranten äußerten die Befürchtung, dass der von Philippsburg produzierte Strom zum Teil auch durch Kohlestrom ersetzt werde und dass dies dem Klimaschutz zuwider laufe. Von September bis Oktober 2020 rief der Verein zu Demonstrationen an den Standorten der Kernkraftwerke Brokdorf, Emsland, Grohnde, Isar, Gundremmingen und Neckarwestheim auf.
Im April 2022 reichten Vereinsmitglieder Verfassungsbeschwerde gegen das Atomgesetz ein. Die Beschwerdeführer bezeichneten den Atomausstieg unter anderem aufgrund verschärfter Anforderungen zum Klimaschutz als nicht mehr verfassungsgemäß. Das Verfassungsgericht nahm die Beschwerde nicht zur Entscheidung an.
Anlässlich der Abschaltung der letzten drei deutschen Kernkraftwerke am 15. April 2023 veranstaltete der Verein eine Protestaktion am Brandenburger Tor. Die Zahl der Teilnehmer aus verschiedenen europäischen Ländern lag deutlich über einhundert und damit über der der benachbarten Gegenveranstaltung von Greenpeace mit dem ehemaligen Bundesumweltminister Jürgen Trittin.
Nach dem vollzogenen Atomausstieg setzt sich der Verein weiterhin für eine Rückkehr zur Kernenergie in Deutschland ein und fordert dazu insbesondere einen Stopp des Rückbaus und Wiederinbetriebnahme der vorhandenen Kernkraftwerke; diese Forderung gab es im Bundestagswahlkampf 2025 auch von der CDU/CSU sowie vom Branchenverband Kerntechnik Deutschland.
Der Verein engagiert sich auch außerhalb Deutschlands, wirbt etwa in der Schweiz für eine Aufhebung des Neubauverbots für Kernkraftwerke und beteiligt sich international an Kundgebungen lokaler Pro-Kernkraft-Aktivisten, so für die Laufzeitverlängerung von Kernkraftwerken in Spanien oder für stärkere Berücksichtigung der Kernenergie durch die EU in Brüssel.
Im Mai 2025 richtete Nuklearia gemeinsam mit der Radiant Energy Group in Berlin eine „Anschalt-Konferenz“ zu der von ihnen als technisch machbar bewerteten Reaktivierung von neun bis elf deutschen Kernkraftwerken aus. Als Redner traten dabei unter anderem die frühere Bundesfamilienministerin Kristina Schröder, die Technikhistorikerin Anna Veronika Wendland, der Deutschlandchef des Nuklearkonzerns Westinghouse, der Geschäftsführer der Deutschen Kernreaktor-Versicherungsgemeinschaft sowie der Vorsitzende der Jungen Union Johannes Winkel auf. 
Gegenstand der Konferenz waren neben technischen Fragen auch wirtschaftliche, rechtliche und gesellschaftliche Aspekte der Wiederinbetriebnahme.
Nuklearia ist steuerlich als gemeinnützig anerkannt und finanziert sich nach eigenen Angaben ausschließlich über Mitgliedsbeiträge.

## Standpunkte
Nach Auffassung des Vereins ist Kernenergie eine sichere, ressourcenschonende und CO2-arme Energiequelle. Er wirbt dementsprechend für den Weiterbetrieb und den Bau konventioneller Kernkraftwerke und möchte eine entsprechende Änderung des Atomgesetzes erreichen, damit Bau und Betrieb von Kernkraftwerken in Deutschland wieder möglich werden. Nuklearia argumentiert, es brauche „sowohl Kernenergie als auch erneuerbare Energien, um den Ausstieg aus fossilen Brennstoffen zu ermöglichen“.
Der Verein sieht in neuartigen Kernkraftwerken, insbesondere den Brutreaktoren, besondere Chancen und macht etwa für das Ende des Schnellen Brüters in Kalkar eine "Atompanik nach Tschernobyl" verantwortlich.

## Kritik
Die Journalistin Susanne Götze sieht den Verein als Teil der „Renaissance der Atomlobby“ und hält das Argument, wegen der Klimakrise müssten weiter Kernkraftwerke eingesetzt werden, für vorgeschoben. Sie verweist darauf, dass der Vorsitzende Rainer Klute als Experte für die AfD bei Anhörungen im Bundestag aufgetreten ist, obwohl die AfD den anthropogenen Klimawandel leugnet. Der Volkswirt Erik Gawel und der Klimaforscher Jan Minx, der wesentlich am fünften Weltklimabericht mitgearbeitet hat, widersprechen der Argumentation von Nuklearia, wonach der Weiterbetrieb und Neubau von Atomkraftwerken eine sichere und ökonomisch sinnvolle Maßnahme gegen den Klimawandel sei. Ähnlich äußerten sich auch Scientists for Future und Greenpeace. Nuklearia hatte Greenpeace bei einer Protestaktion vor dessen deutschem Hauptquartier beschuldigt, durch die Opposition zur Kernenergie eine Abkehr von fossilen Brennstoffen zu behindern.
Unterstützung erhält Nuklearia durch den prominenten Klimaforscher James E. Hansen, der den deutschen Atomausstieg auf einer Veranstaltung des Vereins am Brandenburger Tor als „unverzeihlichen Fehler“ bezeichnete. In seinem vom Verein veröffentlichten Videoaufruf zur Demonstration forderte Hansen die deutsche Klimabewegung dazu auf, ihre ablehnende Haltung gegenüber der Kernenergie im Kampf gegen das Aussterben aufzugeben.
Die Organisation IPPNW, die der Kernenergie ablehnend gegenübersteht, hält Nuklearia für einen „Atomindustrie-Verein, getarnt als unabhängige Bürgerinitiative“. Die IPPNW wirft Nuklearia „verharmlosende“ und dem Stand der Wissenschaft widersprechende Behauptungen hinsichtlich der Gefahren von Radioaktivität vor. Die AfD, die ebenfalls für die Atomkraft wirbt, habe sich „gemeinsam mit Nuklearia an die Spitze der Pro-Atom-Bewegung“ gesetzt. Der Tagesspiegel sieht den Verein mit seinem Einsatz für den Erhalt der deutschen Kernkraftwerke an der Seite von CSU und FDP, während die Grünen durch solche Forderungen alarmiert seien.
In der Kontext: Wochenzeitung wurde Nuklearia als ein Lobbyverein gesehen, der in Fachkreisen „keine wissenschaftliche Reputation“ genieße, dafür aber „von konservativen Medien […] oft als Kronzeuge“ für die Kernenergie angeführt werde.